# Sean Saves the World
Sean Saves the World – amerykański komediowy serial telewizyjny wyprodukowany przez NBC. Serial jest emitowany od 3 października 2013 roku. Pomysłodawcą serialu jest Victor Fresco.
9 listopada 2013 roku NBC zamówiła pełny sezon serialu, który będzie składał z 18 odcinków.
29 stycznia 2014 roku, NBC oficjalnie ogłosiła anulowanie serialu. Obecnie nakręcono 14 odcinków. A ostatni zostanie wyemitowany po igrzyskach olimpijskich w Soczi.

## Fabuła
Serial skupiony wokół życia Seana – samotnego ojca, który musi wychować swoją nastoletnią córkę. W pracy ma nowego szefa, za którym nie za bardzo przepada jego córka Ellie.

## Obsada
- Sean Hayes jako Sean Harrison
- Linda Lavin jako Lorna, matka Seana
- Samantha Isler jako Ellie, nastoletnia córka Seana
- Thomas Lennon jako Max, nowy szef Seana
- Megan Hilty jako Liz, współpracowniczka i najlepsza przyjaciółka Seana
- Echo Kellum jako Hunter, współpracownik i przyjaciel Seana

## Odcinki
| Sezon | Sezon | Odcinki | Oryginalna emisja   | Oryginalna emisja | Oryginalna emisja | Oryginalna emisja | Oryginalna emisja |
| Sezon | Sezon | Odcinki | Premiera sezonu     | Finał sezonu      | Premiera sezonu   | Finał sezonu      |                   |
| ----- | ----- | ------- | ------------------- | ----------------- | ----------------- | ----------------- | ----------------- |
|       | 1     | 14      | 3 października 2013 | 23 stycznia 2014  | brak danych       | brak danych       |                   |

### Sezon 1 (2013-2014)
| Nr | #  | Tytuł                           | Reżyseria     | Scenariusz                  | Premiera             |
| -- | -- | ------------------------------- | ------------- | --------------------------- | -------------------- |
| 1  | 1  | Pilot                           | James Burrows | Victor Fresco               | 3 października 2013  |
| 2  | 2  | Busted                          | James Burrows | Claudia Lonow               | 10 października 2013 |
| 3  | 3  | Date Expectations               | Marc Buckland | Michael A. Ross             | 17 października 2013 |
| 4  | 4  | Shut Your Parent Trap           | Marc Buckland | Rick Wiener, Kenny Schwartz | 24 października 2013 |
| 5  | 5  | Nobody Puts Sean in a Corner    | Marc Buckland | Aseem Batra                 | 31 października 2013 |
| 6  | 6  | Sean Comes Clean                | Marc Buckland | Matt Ward                   | 7 listopada 2013     |
| 7  | 7  | The Good, the Bad and the Sean  | Marc Buckland | Mike Rosolio                | 14 listopada 2013    |
| 8  | 8  | Of Moles and Men                | Marc Buckland | Joe Keenan                  | 21 listopada 2013    |
| 9  | 9  | Best Friends for Never          | Marc Buckland | Seth Raab Nicholas Darrow   | 12 grudnia 2013      |
| 10 | 10 | Sean the Fabulous               | Marc Buckland | Claudia Lonow               | 2 stycznia 2014      |
| 11 | 11 | Trapped in the Closet (Part 2)  | Marc Buckland | Michael A. Ross             | 9 stycznia 2014      |
| 12 | 12 | The Wrath of Sean               | Marc Buckland | Matt Ward                   | 16 stycznia 2014     |
| 13 | 13 | I Know Why the Caged Bird Zings | Marc Buckland | ?                           | 23 stycznia 2014     |